# Ditylenchus intermedius
Ditylenchus intermedius är en rundmaskart. Ditylenchus intermedius ingår i släktet Ditylenchus, och familjen Anguinidae. Arten är reproducerande i Sverige.